# IDrive
IDrive — онлайн-сервис резервного копирования и облачное хранилище данных принадлежащее одноименной компании IDrive Inc. для ОС Windows, Mac, Linux, iOS (iPhone и iPad) и Android. Сервис бесплатно предоставляет 5 ГБ и до 5 ТБ на платной основе для хранения файлов на серверах, расположенных в США.

## Обзор
IDrive (ранее IDrive Classic) — это автоматизированное приложение для резервного копирования, которое работает на Windows, Mac, iOS и Android. Сервис бесплатно предоставляет 5 ГБ для хранения данных, которые можно платно увеличить до 5 ТБ. После установки клиента, пользователи выбирают папки для резервного копирования и устанавливают расписание. IDrive предлагает инкрементные и сжатые резервные копии, так что пользователи загружают только изменённые части файла резервной копии, также файлы могут быть обновлены в режиме реального времени с возможностью непрерывного резервного копирования. IDrive также предоставляет отчеты резервного копирования. Пользователи могут ограничить использование полосы пропускания во время резервного копирования. Ограничений на размер загружаемого файла нет, а передача и доступ к данным осуществляется через 128-разрядный протокол SSL. Файлы на IDrive хранятся с использованием 256-битного шифрования по алгоритму AES с использованием персонального ключа, хранящегося локально. Предыдущие 10 версий файла автоматически сохраняются и IDrive не удаляет данные резервной копии автоматически, даже если файлы резервной копии удаляются на компьютере пользователя. Пользователи могут обмениваться файлами через электронную почту, социальные сети, включая Facebook и Twitter, и с помощью мобильного приложения для Android, iPhone и Windows Phone.
IDrive позволяет пользователю создавать резервные копии данных со всех совместимых устройств в одной учетной записи. Приложение iDrive работает в Windows, OSX, а также на нескольких моделях устройств NAS, созданных Synology, QNAP и Netgear.
IDrive предоставляет несколько вариантов извлечения данных. Резервные файлы могут быть доступны удаленно из любого интернет-браузера или с помощью клиентского программного обеспечения IDrive. Если пользователь хочет получить доступ ко всем файлам резервных копий, IDrive может отправить все файлы резервных копий на жесткий диск объёмом 3 ТБ.

### IDrive Lite
Бесплатная версия программы для онлайн сохранения контактов телефонной книжки с мобильных устройств BlackBerry, Apple iPhone или Google Android. Пользователи могут восстанавливать резервные копии контактов с разных устройств, даже с разными операционными системами.

### IDrive Explorer
Клиент онлайн-сервиса, подключающий «облачный» виртуальный диск в проводнике Windows, для более быстрого доступа к файла.

## Критика
В 2011 году, Ferra.ru назвал IDrive возможно лучшим, среди бесплатных, сервисом по резервному копированию.
В январе 2012 года, в ходе тестирования объема и функций семи бесплатных «облачных» хранилищ, журнал CHIP назвал предлагаемый IDrive пакет услуг оптимальным среди всех прочих. В октябре 2012 года, при тестирований журналом 24 бесплатных онлайн-хранилищ, IDrive занял 12 место.
Журнал PCWorld присуждал сервису награду «Выбор редакции» с 2017 по 2019 года. В 2018 году журнал признал IDrive лучшим онлайн-сервисом резервного копирования, а в 2019 году лучшим бесплатным, отметив, что в отличие от iDrive, такие сервисы как iCloud, Google Диск, OneDrive и Dropbox, больше ориентированы на синхронизацию, чем на резервное копирование, и в случае нечаянного удаления файла на одном из устройств, он автоматически удалится и на других.